# Munke Mose
Munke Mose er en park i det centrale Odense.
Odense Kommune købte området i 1881 af Munke Mølles fabrikker, for at friholde det for bebyggelse. I 1894 fik Odense Boldklub en bane i området. Omdannelsen i 1912 af Munke Mose til en bypark, blev finansieret af L. Chr. Dæhnfeldt. I parken findes i dag en statue af Dæhnfeldt.
Langs Odense Å, der løber gennem parken, kan man fra Munke Mose gå ad stier til Fruens Bøge hhv. Vollsmose. Med udgangspunkt i Munke Mose, sejler Odense Aafarts turbåde i sommerhalvåret ad åen til Odense Zoo og Fruens Bøge.
Det er tradition at unge fra Odense og omegnens folkeskoler fejrer deres sidste skoledag i Munke Mose.